# Zaklinacz dusz sezon 4
Ten artykuł zawiera streszczenia, a także informacje o odcinkach czwartego sezonu serialu Zaklinacz dusz. Pierwsza emisja w USA odbyła się 3 października 2008, ostatnia czwartego sezonu 15 maja 2009.
| N/o | #  | Tytuł                         | Tytuł polski             | Reżyseria            | Scenariusz                        | Premiera             | Premiera w Polsce (FOX Life) |
| --- | -- | ----------------------------- | ------------------------ | -------------------- | --------------------------------- | -------------------- | ---------------------------- |
| 63 | 1  | Firestarter                   | Podpalenie               | Eric Laneuville      | P.K. Simonds                      | 3 października 2008  | 4 kwietnia 2009              |
| Gdy wybucha pożar w Rockland University, Jim ratuje młodego profesora psychologii, Eliego, który jest bliski śmierci. Melinda wkrótce zdaje sobie sprawę, że jest on obdarzony takimi samymi niezwykłymi umiejętnościami jak ona. |    |                               |                          |                      |                                   |                      |                              |
| 64 | 2  | Big Chills                    | Spotkanie po latach      | Peter Werner         | Laurie McCarthy                   | 10 października 2008 | 11 kwietnia 2009             |
| Melinda kontaktuje się z niektórymi kolegami ze średniej szkoły po tym, gdy jeden z nich umiera w tajemniczych okolicznościach. |    |                               |                          |                      |                                   |                      |                              |
| 65 | 3  | Ghost in the Machine          | Rzeczywistość wirtualna  | Steven Robman        | Jeannine Renshaw                  | 17 października 2008 | 18 kwietnia 2009             |
| Ned naprawiając Melindzie laptopa trafia na portal z grami, gdzie można ukryć się jako awatar i poznawać nowych znajomych. Melinda przypatruje się aż z ekranu wyskakuje duch. Po tym jak zobaczyła, że duch gracza wyszedł z laptopa, próbuje się dowiedzieć czegoś o mężczyźnie. Pomaga jej profesor Eli i Ned.                                              |    |                               |                          |                      |                                   |                      |                              |
| 66 | 4  | Save Our Souls                | Nawiedzony statek        | Gloria Muzio         | Mark B. Perry                     | 24 października 2008 | 25 kwietnia 2009             |
| Melinda i Jim wyjeżdżają na romantyczną wycieczkę. Kobieta wchodzi w kontakt ze złym duchem, który prześladuje nowożeńców. |    |                               |                          |                      |                                   |                      |                              |
| 67 | 5  | Bloodline                     | Zamienione życia         | Ian Sander           | Melissa Blake Joy Blake           | 31 października 2008 | 2 maja 2009                  |
| Melinda próbuje dowiedzieć się, dlaczego duch młodej kobiety, która zmarła nagle w klubie tenisowym, nawiedza pewną rodzinę. |    |                               |                          |                      |                                   |                      |                              |
| 68 | 6  | Imaginary Friends and Enemies | Wyimaginowany przyjaciel | Eric Laneuville      | Vivian Lee                        | 7 listopada 2008     | 9 maja 2009                  |
| Udział Jima i Melindy w uroczystości ślubnej przyjaciela przynosi zmianę w łączących ich relacjach. |    |                               |                          |                      |                                   |                      |                              |
| 69 | 7  | Threshold                     | Nieśmiertelna miłość     | John Gray            | John Gray                         | 14 listopada 2008    | 16 maja 2009                 |
| Melinda musi zmierzyć się z poważnymi zmianami zachodzącymi w jej życiu. Próbuje pomóc duchowi nastolatki, jednak smutek i żal po stracie Jima osłabiają jej nadprzyrodzone zdolności. |    |                               |                          |                      |                                   |                      |                              |
| 70 | 8  | Heart & Soul                  | Serce i dusza            | Ian Sander           | Mark B. Perry P.K. Simonds        | 21 listopada 2008    | 23 maja 2009                 |
| Melinda próbuje dotrzeć do Jima podczas zajmowania się rodziną Sama i duchem zdecydowanym, by ją ukarać. |    |                               |                          |                      |                                   |                      |                              |
| 71 | 9  | Pieces of You                 | Studnia życzeń           | Jim Chressanthis     | Laurie McCarthy                   | 5 grudnia 2008       | 30 maja 2009                 |
| Melinda odnajduje zaginioną przed 12 laty dziewczynę. Odkrywa sekret długo utrzymywany w tajemnicy. |    |                               |                          |                      |                                   |                      |                              |
| 72 | 10 | Ball and Chain                | Syndrom sztokholmski     | Eric Laneuville      | Christina M. Kim Jeannine Renshaw | 19 grudnia 2008      | 6 czerwca 2009               |
| Melinda ma problem z duchem o imieniu Tammy. Kobieta była maltretowana przez męża, dlatego chce, by Melinda pomogła nowej partnerce jej męża, którą spotkał ten sam los. Bohaterka naraża się na niebezpieczeństwo, próbując zapobiec tragedii. |    |                               |                          |                      |                                   |                      |                              |
| 73 | 11 | Life on the Line              | Życie na krawędzi        | Eric Laneuville      | Christina M. Kim Jeannine Renshaw | 9 stycznia 2009      | 13 czerwca 2009              |
| Melinda pomaga rodzinie, która jest w ciężkim położeniu po dziwnym wypadku. Tymczasem Delia wolałaby być wciąż sceptycznie nastawiona po doświadczeniu pierwszego ducha. |    |                               |                          |                      |                                   |                      |                              |
| 74 | 12 | This Joint's Haunted          | Podróż do przeszłości    | Mark Rosman          | Mark B. Perry                     | 16 stycznia 2009     | 13 czerwca 2009              |
| Melinda musi stawić czoła swojemu największemu lękowi, gdy udaje się w podróż z Samem. W drodze ma miejsce niepokojący incydent. |    |                               |                          |                      |                                   |                      |                              |
| 75 | 13 | Body of Water                 | Jezioro tajemnic         | Jennifer Love Hewitt | P.K. Simonds Laurie McCarthy      | 23 stycznia 2009     | 20 czerwca 2009              |
| Mieszkańcy Grandview, w którym odkryto masowy grób, są nękani przez mściwe duchy. Zjawy potrzebują pomocy Melindy, by móc zaznać spokoju. Dziewczyna martwi się powrotem Nicole, dziewczyny Sama. |    |                               |                          |                      |                                   |                      |                              |
| 76 | 14 | Slow Burn                     | Mroczny sekret           | Steven Robman        | Jeannine Renshaw                  | 6 lutego 2009        | 20 czerwca 2009              |
| Melinda pomaga duchowi, który skrywa mroczny sekret. |    |                               |                          |                      |                                   |                      |                              |
| 77 | 15 | Greek Tragedy                 | Tragedia grecka          | Karen Gaviola        | Christina M. Kim                  | 13 lutego 2009       | 27 czerwca 2009              |
| Po tym, gdy Sam łapie Melindę na kilku kłamstwach, mężczyzna zaczyna zastanawiać się nad relacjami, które go z nią łączą. |    |                               |                          |                      |                                   |                      |                              |
| 78 | 16 | Ghost Busted                  | Łowca duchów             | John Behring         | Mark B. Perry P.K. Simonds        | 27 lutego 2009       | 27 czerwca 2009              |
| John i Devon – sąsiedzi Melindy – wynajmują Linusa by przeprowadził śledztwo w sprawie nawiedzeń w ich domu. Linus jest łowcą duchów, który do ich wykrywania używa nowoczesnego sprzętu technicznego. Melinda mówi Samowi o swoich umiejętnościach i spotyka się z reakcją jakiej nie oczekiwała.                                                             |    |                               |                          |                      |                                   |                      |                              |
| 79 | 17 | Delusions Of Grandwiew        | Ciemna strona Grandview  | Jefery Levy          | Laurie McCarthy Mark B. Perry     | 6 marca 2009         | 4 lipca 2009                 |
| Melinda próbuje wyjaśnić, dlaczego rozgniewany duch nawiedza przedszkole, zanim dzieciom stanie się krzywda. Sam usiłuje jej pomóc, ale jego sceptycyzm tylko utrudnia sprawę. Okazuje się, że w budynku przedszkola znajdował się kiedyś szpital dla umysłowo chorych. Zmarła w nim kobieta o imieniu Greer, która na krótko przed śmiercią urodziła dziecko. |    |                               |                          |                      |                                   |                      |                              |
| 80 | 18 | Leap of Faith                 | Ślepa wiara              | Ian Sander           | John Gray                         | 13 marca 2009        | 4 lipca 2009                 |
| Melinda spotyka doktora Byrda. Ten opowiada jej o mężczyźnie, który ma takie same problemy jak Sam. Jeśli Melinda pomoże Benowi, być może będzie mogła też pomóc ukochanemu. Melinda i Eli próbują uświadomić sfrustrowanemu Benowi jego położenie. W końcu mężczyzna nie wytrzymuje presji.                                                                   |    |                               |                          |                      |                                   |                      |                              |
| 81 | 19 | Thrilled To Death             | Nawiedzona wdowa         | Gloria Muzio         | Laurie McCarthy Jeannine Renshaw  | 10 kwietnia 2009     | 11 lipca 2009                |
| Melinda spotyka doktora Byrda. Ten opowiada jej o mężczyźnie, który ma takie same problemy jak Sam. Jeśli Melinda pomoże Benowi, być może będzie mogła też pomóc ukochanemu. Melinda i Eli próbują uświadomić sfrustrowanemu Benowi jego położenie. W końcu mężczyzna nie wytrzymuje presji.                                                                   |    |                               |                          |                      |                                   |                      |                              |
| 82 | 20 | Stage Fright                  | Trema                    | Eric Laneuville      | Mark B. Perry                     | 24 kwietnia 2009     | 11 lipca 2009                |
| Duch sprawia problemy podczas programu telewizyjnego kręconego na rynku w Grandview. Melinda odkrywa niespodziankę, która przewróci do góry nogami życie jej i Jima. Jest w ósmym tygodniu ciąży. |    |                               |                          |                      |                                   |                      |                              |
| 83 | 21 | Cursed                        | Przekleństwo             | Kim Moses            | Laurie McCarthy                   | 1 maja 2009          | 18 lipca 2009                |
| Rośnie zainteresowanie Melindy dziewczęcym domkiem dla lalek, który wydaje się być pełen duchów potrzebujących pomocy. |    |                               |                          |                      |                                   |                      |                              |
| 84 | 22 | Endless Love                  | Wieczna miłość           | Ian Sander           | P.K. Simonds                      | 8 maja 2009          | 18 lipca 2009                |
| Melinda musi pogodzić planowanie swojego ślubu z pomocą młodej kobiecie, którą gnębią wampiry. |    |                               |                          |                      |                                   |                      |                              |
| 85 | 23 | Book of Changes               | Księga przemian          | John Gray            | John Gray                         | 15 maja 2009         | 25 lipca 2009                |
| Po tym jak duch bez twarzy odwiedza Melindę, ta zaczyna się martwić o bezpieczeństwo swojego dziecka. „Księga przemian” trafia w ręce Eliego. Jest w niej lista osób, które zmarły i później powróciły, w tym Melindy wraz z datą narodzin jej dziecka, przypadającą na 25 września. Melinda odkrywa, że urodzi chłopca.                                       |    |                               |                          |                      |                                   |                      |                              |